# تايدن داي (أنغلزي)
تايدن داي (بالإنجليزية: Tyddyn Dai)‏ هي منطقة سكنية تقع في ويلز في أنغلزي.